# فرنسيس فالنتاين
فرنسيس فالنتاين (بالإنجليزية: Francis Valentine)‏ هو سياسي أسترالي، ولد في 24 أغسطس 1863، وتوفي في 22 مايو 1941. حزبياً، نشط في Liberal Party (Australia, 1909) ‏. وقد انتخب عضو مجلس نواب تسمانيا.